# مجموعه کارخانه و انبار پنبه
مجموعه کارخانه و انبار پنبه مربوط به دوره پهلوی است و در شهرستان گرمسار، بخش مرکزی، دهستان لجران واقع شده و این اثر در تاریخ ۲۵ اسفند ۱۳۸۰ با شمارهٔ ثبت ۵۶۴۱ به‌عنوان یکی از آثار ملی ایران به ثبت رسیده است.